# میخان استانیسوزکی
میخان استانیسوزکی (انگلیسی: Michał Staniszewski؛ زادهٔ ۱۶ سپتامبر ۱۹۷۳) قایقران کانو اهل لهستان است.